# El Berrueco
El Berrueco è un comune spagnolo di 410 abitanti situato nella comunità autonoma di Madrid.